# 机器人大师
机器人大师（波蘭語：Cyberiada）是波兰作家史坦尼斯勞·萊姆所著的幽默短篇科幻故事集。作品为波兰语写作，1965年出版。英译本于1974年出版。小说讲述特鲁尔和克拉帕西厄斯两个既是好友又是竞争对手的“创造者”制造出各种各样的机器，造成意想不到的结果，以及两人在星际漫游的各种奇异经历。

## 特鲁尔和克拉帕西厄斯
全书的两个主角特鲁尔和克拉帕西厄斯都是卓越的机器人工程师，被称为“创造者”，因为他们几乎可以制造出任何想得到的东西。例如，特鲁尔有次制造出了一台能从随机运动的气体分子种提取出精确信息的装置并称之为“第二类妖”，对应于作为“第一类妖”的麦克斯韦妖。另一个故事中，他们为了宣传，将所居住行星周围的恒星重新排列。
两人既是竞争对手又是好朋友。当他们不忙着在家制造革命性的机器时，就游历宇宙，或经历奇异历险，或于危难之中拯救一些星球。两人获得不少荣誉，但常因过于荒诞的设想闹出更多笑话。主角将自己作为正义和正确的代表，于是从不拒绝受助者的回报，甚至有时惩罚食言的人。例如，在《第三次远行——概率之龙》中，克拉帕西厄斯独自出游，应聘消灭一行星上一条作恶多端的龙，结果发现那条龙原来是朋友特鲁尔假扮的。原来他早就来到过这里应聘并杀死了恶龙，可是那颗行星的国王却拒绝支付承诺的奖金。于是特鲁尔自己又假扮成恶龙四处招摇，恐吓威胁，以向国王索取奖金。

## 章节
全书由七部分组成，每一部分至少讲了两位机器人科学家的一次冒险经历。其中《特鲁尔和克拉帕西厄斯的七次远行》是一个大的章节，又分七个小节。各篇目很大程度上独立成篇，由互相存在联系。各章题名如下：
1. 剩余的世界
2. 特鲁尔的机器
3. 一次殴打
4. 特鲁尔和克拉帕西厄斯的七次远行
5. 天才国王那三台讲故事机器的传说
6. 利他方
7. 费理斯王子和水晶公主

## 主题
就如莱姆的科幻作品一样，《机器人大师》以喜剧的形式描写，有些情节看似荒诞不经，实则隐含了深层次的关于心理学和社会科学的探讨。多数故事的情节包含特鲁尔和克拉帕西厄斯帮助处于“中世纪”文明的星球人民惩罚暴君。例如，在《第七次远行——特鲁尔的尽善尽美因何无益》中，好心肠的特鲁尔在一个小行星上遇到了一个被流放的国王。出于怜悯，特鲁尔为其建造了一个盒子大小的王国供其游戏。盒子虽小但几乎有着一般王国的一切要素。当特鲁尔回到家里得意地向克拉帕西厄斯炫耀时却遭到了朋友的严厉指责。克拉帕西厄斯认为即使是一个微小的文明，让生灵涂炭也是不道德的。于是两人一道去解救盒中王国。吃惊的是，当他们抵达小行星时，他们看到的是从城市到原子能整个行星被智慧文明改造的面貌，原来特鲁尔以他惯有的一丝不苟的方式制造出了一个必然王国，在演化中自然站到了暴君的对立面，掌握了自己命运的智慧生物最终驱逐暴君，成为了行星的主人。